# زاندوورد، زن‌بک
زاندوورد (به لاتین: Zandvoorde) یک منطقهٔ مسکونی در بلژیک است که در زونوبوک واقع شده‌است. زاندوورد ۶٫۶۸ کیلومتر مربع مساحت و ۴۷۴ نفر جمعیت دارد.